# 28-й саміт G8
28-й саміт Великої вісімки — зустріч на вищому рівні керівників держав Великої вісімки, проходив 26-27 червня 2002 року в районі Кананаскіс (провінція Альберта, Канада). На саміті розглядались питання безпеки, ситуація в Афганістані, регіональні питання.

## Учасники
| Core G7 members   |                   |                     |                 |
| Учасник           | Учасник           | Представляє         | Посада          |
| Канада            | Канада            | Жан Кретьєн         | Прем'єр-міністр |
| Франція           | Франція           | Жак Ширак           | Президент       |
| Німеччина         | Німеччина         | Герхард Шредер      | Канцлер         |
| Італія            | Італія            | Сільвіо Берлусконі  | Прем'єр-міністр |
| Японія            | Японія            | Коїдзумі Дзюнітіро  | Прем'єр-міністр |
| Велика Британія   | Велика Британія   | Тоні Блер           | Прем'єр-міністр |
| США               | США               | Джордж Вокер Буш    | Президент       |
| Європейський Союз | Європейський Союз | Романо Проді        | Президент ЄС    |
| Росія             | Росія             | Володимир Путін     | Президент       |
| Гості             |                   |                     |                 |
| Гість             | Гість             | Представляє         | Посада          |
| ПАР               | ПАР               | Табо Мбекі          | Президент       |
| Нігерія           | Нігерія           | Олусегун Обасанджо  | Прем'єр-міністр |
| Алжир             | Алжир             | Абделазіз Бутефліка | Президент       |
| Сенегал           | Сенегал           | Абдулай Вад         | Прем'єр-міністр |